# Dalsheimer Hubacker
Le Dalsheimer Hubacker est un Großes Gewächs de Hesse rhénane. Situé sur la commune de Dalsheim en Hesse rhénane, il fait partie de la Bereich Wonnegau.

## Historique
Le nom « Hubacker » était dérivée, selon de la necrolog de Dalsheim de 1490, de la mot “Hube” (Hide) une unité variable de mesure de surface terrienne utilisée dans le 'empire carolingien (VIIIe siècle). Il a obtenu l'appellation Großes Gewächs en 2002.

## Vignoble

### Présentation
Großes Gewächs implantés sur la commune de Dalsheim, il couvre une superficie de 23 hectares, produit exclusivement en vins blancs (cépage Riesling). Sa production représente 1250 hectolitres en volume. Les vignes de « Oberer Hubacker », d’une trentaine d’années, sont plus ouvertes au vent.

### Géologie
Sols argilo-calcaire(100 cm de terre) terroir recouvert d'une couche de lœss, marne et limon, d'exposition Sud/Sud-Est. Les vignes sont en 190 à 220 mètres d'altitude avec 25 à 30 % de pente.

### Types de vins
Arômes de fruits exotiques et de fleurs jaunes. Bouche profonde, affirmé, structuré.